# USS Oklahoma City (CLG-5)
USS Oklahoma City (CL-91/CLG-5/CG-5) là một tàu tuần dương hạng nhẹ thuộc lớp Cleveland của Hải quân Hoa Kỳ được hoàn tất khi Chiến tranh Thế giới thứ hai sắp kết thúc, và sau đó là một trong số sáu chiếc của lớp này được cải biến thành tàu tuần dương tên lửa điều khiển vào cuối những năm 1950. Nó là chiếc tàu chiến đầu tiên của Hải quân Mỹ được đặt cái tên này, theo tên thành phố Oklahoma City thuộc tiểu bang Oklahoma. Được cho nhập biên chế vào cuối năm 1944, Oklahoma City đã phục vụ thuần túy tại Mặt trận Thái Bình Dương trong vai trò phòng không và bắn phá bờ biển cho đến khi chiến tranh kết thúc, và đã được tặng thưởng hai Ngôi sao Chiến trận. Giống như hầu hết các tàu chị em cùng lớp, nó xuất biên chế không lâu sau đó và được đưa về lực lượng dự bị.
Sau gần mười năm bị bỏ không, Oklahoma City là một trong số ba chiếc lớp Cleveland được cải biến thành tàu tuần dương tên lửa điều khiển thuộc lớp Galveston. Việc cải biến bao gồm tháo dỡ toàn bộ vũ khí phía đuôi tàu để trang bị hệ thống tên lửa đất-đối-không Talos, đồng thời nó cũng cải biến để phục vụ như soái hạm, nên đã mở rộng cấu trúc thượng tầng phía trước và tháo dỡ hầu hết vũ khí phía mũi. Oklahoma City được cho tái biên chế trở lại vào năm 1960 với ký hiệu lườn mới CLG-5 (và từ năm 1975 là CG-5).
Trong vai trò mới, Oklahoma City hoạt động thuần túy tại khu vực Thái Bình Dương, và đã đóng một vai trò nổi bật trong Chiến tranh Việt Nam, nơi nó tiếp tục được tặng thưởng mười ba Ngôi sao Chiến trận khác. Một kế hoạch cải biến nó lần nữa, trang bị hai dàn phóng tám nòng loại tên lửa đất-đối-không Seasparrow cùng hai hệ thống vũ khí tầm gần Vulcan Phalanx đã được dự định nhưng không bao giờ được tiến hành. Khi Oklahoma City được cho xuất biên chế lần cuối cùng vào năm 1979, nó là chiếc cuối cùng trong lớp Cleveland còn hoạt động, cũng là chiếc có thời gian phục vụ lâu nhất trong lớp. Con tàu bị đánh chìm như một mục tiêu trong một cuộc tập trận vào năm 1999.

## Thiết kế và chế tạo

### Thiết kế
Lớp Cleveland được thiết kế nhằm mục đích gia tăng tầm xa hoạt động, tăng cường hỏa lực phòng không và sự bảo vệ chống ngư lôi so với các tàu tuần dương Hoa Kỳ trước đây. Cho dù kém hơn ba nòng pháo 6-inch so với những chiếc lớp Brooklyn dẫn trước, hệ thống kiểm soát hỏa lực mới và tiên tiến hơn giúp cho lớp Cleveland có được ưu thế về hỏa lực trong chiến đấu thực tế. Tuy nhiên việc tăng cường thêm dàn hỏa lực phòng không hạng nhẹ cho đến cuối Thế Chiến II khiến các con tàu bị nặng đầu đáng kể.

### Chế tạo
Oklahoma City được đặt lườn vào ngày 8 tháng 12 năm 1942 tại xưởng tàu của hãng William Cramp and Sons Shipbuilding Co. ở Philadelphia, Pennsylvania. Nó được hạ thủy vào ngày 20 tháng 2 năm 1944, được đỡ đầu bởi Bà Anton H. Classen, và được đưa ra hoạt động vào ngày 22 tháng 12 năm 1944 dưới quyền chỉ huy của Thuyền trưởng, Đại tá Hải quân C. B. Hunt.

## Lịch sử hoạt động

### Chiến tranh Thế giới thứ hai
Sau khi chạy thử máy, Oklahoma City băng qua kênh đào Panama và trình diện để hoạt động cùng Tư lệnh Tuần dương Hạm đội Thái Bình Dương Hoa Kỳ, đi đến Trân Châu Cảng vào ngày 2 tháng 5 năm 1945. Nó tiến hành các hoạt động tại chỗ cho đến ngày 22 tháng 5, khi nó lên đường đi Ulithi, gia nhập Đội đặc nhiệm 38.1 vào ngày 6 tháng 6 cho các hoạt động nhằm hỗ trợ Chiến dịch Okinawa. Trong thời gian còn lại của tháng 6 và đầu tháng 7, nó hộ tống cho các đơn vị khác của Đệ Tam hạm đội cho các hoạt động không lực khẩn trương nhắm vào các lực lượng tại chính quốc Nhật Bản.
Ngày 18 tháng 7, nó tham gia hình thành nên lực lượng bắn phá cùng các tàu tuần dương và tàu khu trục, rồi tham gia đội đặc nhiệm tàu sân bay cho các hoạt động liên tục xuống các đảo chính quốc. Vào lúc cuộc xung đột kết thúc, nó tiếp tục tuần tra dọc theo bờ biển Nhật Bản; và chỉ sau 72 ngày di chuyển liên tục ngoài biển, cuối cùng nó tiến vào vịnh Tokyo. Oklahoma City tiếp tục nhiệm vụ hỗ trợ việc chiếm đóng cho đến khi được thay phiên vào ngày 30 tháng 1 năm 1946 để lên đường quay trở về Hoa Kỳ. Chiếc tàu tuần dương về đến San Francisco vào ngày 14 tháng 2, nơi nó ở lại cho đến ngày 15 tháng 8, khi nó đi vào Xưởng hải quân Mare Island để chuẩn bị xuất biên chế. Oklahoma City được cho ngừng hoạt động và đưa về lực lượng dự bị vào ngày 30 tháng 6 năm 1947, được phân về Đội San Francisco của Hạm đội Dự bị Thái Bình Dương.

### Cải biến thành tàu tuần dương tên lửa điều khiển
Sau khi bị bỏ không gần mười năm, vào ngày 7 tháng 3 năm 1957, Oklahoma City đi đến xưởng tàu bờ biển Thái Bình Dương của hãng Bethlehem Steel Corp. tại San Francisco, nơi nó được cải biến thành một tàu tuần dương tên lửa điều khiển thuộc lớp Galveston vào ngày 21 tháng 5, và nó được xếp lại lớp với ký hiệu lườn mới CLG-5 hai ngày sau đó. Việc cải biến hoàn tất vào ngày 31 tháng 8 năm 1960, và Oklahoma City được chuyển đến Xưởng hải quân Hunters Point nơi nó nhập biên chế trở lại vào ngày 7 tháng 9 dưới quyền chỉ huy của hạm trưởng, Đại tá Hải quân Ben W. Sarver.

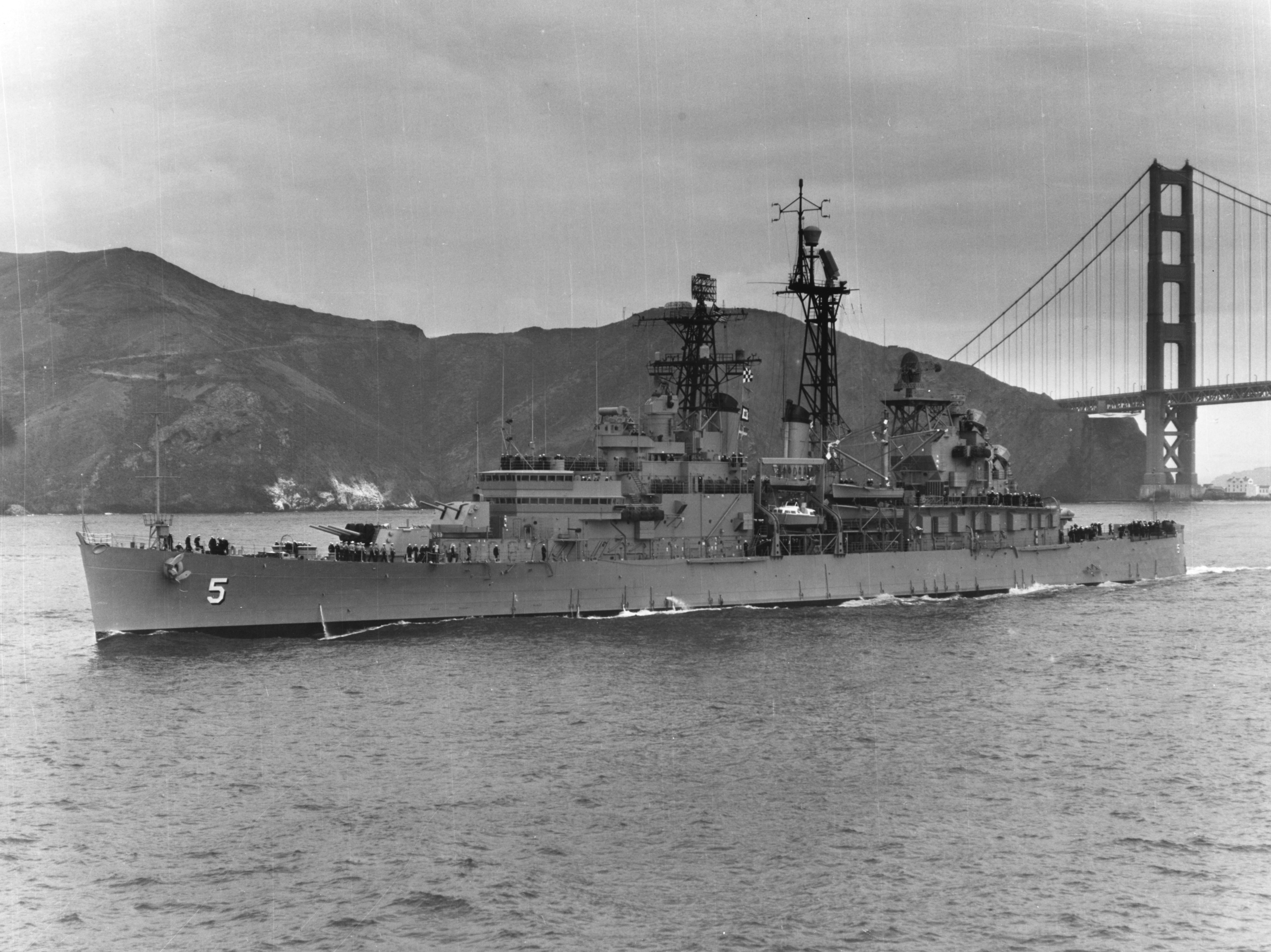
Oklahoma City đang rời vịnh San Francisco vào năm 1960.

Trong chuyến đi huấn luyện chạy thử máy, Oklahoma City trở thành đơn vị tác chiến đầu tiên của Hạm đội Thái Bình Dương Hoa Kỳ bắn thành công một quả tên lửa đất-đối-không Talos. Sau khi hoàn tất việc chạy thử máy, nó tham gia nhiều đợt thực tập huấn luyện lớn trong khi phục vụ như là soái hạm của Đội tuần dương 3 và Chi hạm đội Tuần dương Khu trục 9, rồi khởi hành vào ngày 1 tháng 12 năm 1960 cho một đợt bố trí kéo dài 6 tháng tại Tây Thái Bình Dương. Nó đi đến Yokosuka, Nhật Bản vào ngày 24 tháng 12, nơi nó trở thành soái hạm của Tư lệnh Đệ Thất hạm đội sáu ngày sau đó. Chiếc tàu tuần dương tham gia các hoạt động huấn luyện của khối SEATO, được trao tặng hai phần thưởng do hoạt động xuất sắc, và phục vụ như một đại sứ thiện chí đến nhiều thành phố tại Viễn Đông. Oklahoma City quay trở về Long Beach, California vào ngày 12 tháng 6 năm 1962 và trải qua nhiều tháng tiếp theo tiến hành các hoạt động huấn luyện tại chỗ. Ngày 14 tháng 12, nó đi vào Xưởng hải quân Long Beach để đại tu.

### Chiến tranh Việt Nam
Đầu năm 1964, Oklahoma City bắt đầu đợt huấn luyện ôn tập tại khu vực Nam California nhằm chuẩn bị cho một đợt bố trí kéo dài, rồi khởi hành đi Yokosuka, đến nơi vào ngày 7 tháng 7 để tiếp tục lại vai trò soái hạm của Đệ Thất hạm đội. Không lâu sau đó, pháo hạm của Bắc Việt Nam tấn công các tàu khu trục Mỹ trong vịnh Bắc Bộ, và chiếc tàu tuần dương được đặt trong tình trạng báo động trong 25 ngày tại khu vực này. Nó quay trở lại hoạt động huấn luyện và viếng thăm đến nhiều cảng tại Viễn Đông, rồi đến tháng 6 năm 1965 bắt đầu các nhiệm vụ bắn pháo hỗ trợ ngoài khơi Việt Nam. Khi cường độ xung đột ngày càng gia tăng, Oklahoma City trải qua nhiều thời gian hơn trong Biển Đông, tham gia các chiến dịch "Piranha", "Double Eagle", "Deckhouse IV" và "Hastings II". Sau khi phục vụ với vai trò soái hạm của Đệ Thất hạm đội trong hai năm rưỡi, chiếc tàu tuần dương quay trở về Xưởng hải quân vịnh San Francisco vào ngày 15 tháng 12 năm 1966 để đại tu.
Sau giai đoạn trong ụ tàu, Oklahoma City bắt đầu các hoạt động huấn luyện ôn tập tại khu vực ngoài khơi Nam California trong tháng 7 năm 1967, rồi tiếp tục các cuộc thực tập và viếng thăm cảng ở khu vực bờ Tây cho đến khi lại được bố trí sang khu vực Tây Thái Bình Dương vào ngày 7 tháng 11 năm 1968. Nó đi đến Yokosuka vào ngày 20 tháng 12, và trong giai đoạn cho đến tháng 8 năm 1969 đã tăng cường sức mạnh cho Đệ Thất hạm đội. Chiếc tàu tuần dương đã bắn pháo hỗ trợ cho lực lượng trên bộ tại Nam Việt Nam, bắn phá các mục tiêu ven biển ở Bắc Việt Nam cùng các hoạt động phòng không cho hạm đội.
Vào tháng 4 năm 1969, Oklahoma City cùng ba đội tàu sân bay được gửi đến vùng biển Nhật Bản sau vụ Bắc Triều Tiên bắn rơi một máy bay do thám EC-121.

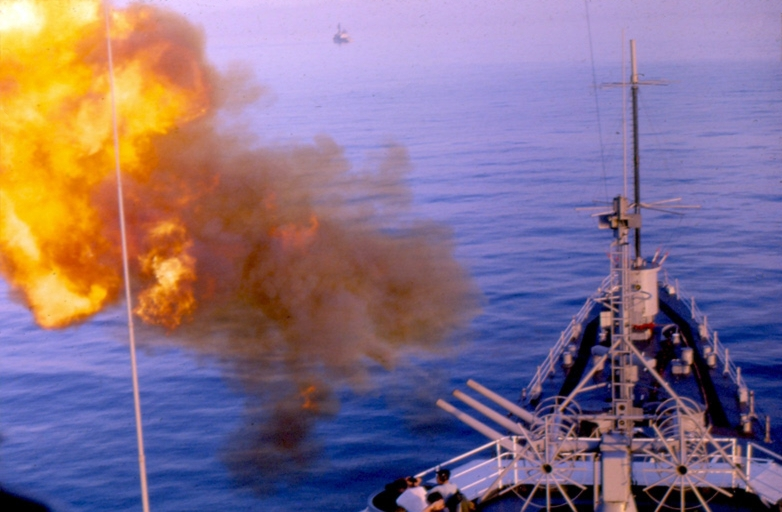
Oklahoma City bắn pháo hỗ trợ ngoài khơi Việt Nam, đầu những năm 1970.

Vào năm 1971, Oklahoma City bắn thành công trong tác chiến một tên lửa đất-đối đất lần đầu tiên trong lịch sử Hải quân Mỹ. Tên lửa chống radar Talos RIM-8H mới của nó đã tiêu diệt một xe radar lưu động của Bắc Việt Nam. Ngày 19 tháng 4 năm 1972, chiếc tàu tuần dương bị máy bay của Không quân Bắc Việt Nam tấn công. Hai chiếc MiG-17 thuộc Trung đoàn Tiêm kích 923, do Nguyễn Văn Bảy (còn gọi là Bảy B) và Lê Xuân Dị điều khiển, đã xuất kích, mỗi chiếc mang theo hai quả bom 500 lb (230 kg). Mục tiêu của Bảy là chiếc tàu tuần dương tên lửa; ông qua lướt qua mục tiêu hai lần, bắn trượt trong lượt thứ nhất, rồi thả hai quả bom gần sát chiếc Oklahoma City nhưng chỉ gây hư hại nhẹ làm mất điều khiển radar dò tìm không trung. Một tàu khu trục tháp tùng, chiếc Higbee, bị hư hại đáng kể do trúng trực tiếp một quả bom từ chiếc MiG thứ hai do Dị điều khiển, vốn đã phá hủy khẩu đội pháo 5 inch phía đuôi. Cho dù phía Mỹ báo cáo một trong hai máy bay MiG tấn công bị một tàu tháp tùng khác, chiếc Sterett, bắn hạ; thực ra cả hai chiếc MiG đều đã quay trở về căn cứ an toàn.
Vào tháng 4 năm 1975, Oklahoma City tham gia Chiến dịch Frequent Wind, cuộc triệt thoái khỏi Sài Gòn vào giai đoạn kết thúc Chiến tranh Việt Nam.Oklahoma City là chiếc tàu tuần dương lớp Cleveland cuối cùng hoạt động và đã có thời gian phục vụ lâu nhất đối với tất cả những chiếc cùng lớp.

### Ngừng hoạt động và bị đánh chìm
Oklahoma City được cho xuất biên chế vào ngày 15 tháng 12 năm 1979, và được giữ lại trong thành phần Hạm đội Dự bị tại vịnh Suisun cho đến ngày 9 tháng 1 năm 1999, khi nó được kéo đến Trân Châu Cảng, nơi một số vật liệu còn tốt được sử dụng để tân trang lại thiết giáp hạm Missouri (BB-63) vốn được giữ lại như một tàu bảo tàng. Oklahoma City sau đó bị sử dụng một mục tiêu trong tháng 2-tháng 3 năm 1999. Sau khi dùng như mục tiêu cho tên lửa không-đối-hạm, trong cuộc tập trận TANDEM THRUST '99 diễn ra phía Tây Nam Guam, ngư lôi phóng từ tàu ngầm Hàn Quốc Lee Chun đã đánh trúng làm nó vỡ đôi và chìm.

## Phần thưởng
Oklahoma City được tặng thưởng hai Ngôi sao Chiến trận do thành tích phục vụ trong Thế Chiến II, và sau đó thêm 13 Ngôi sao Chiến trận khác khi hoạt động trong cuộc Chến tranh Việt Nam.
| Bronze star                                                         |                           | Bronze star · Bronze star                                           |
|                                                                     | Bronze star · Bronze star |                                                                     |
|                                                                     |                           | Bronze star · Bronze star · Bronze star                             |
| Silver star · Silver star · Bronze star · Bronze star · Bronze star |                           | Silver star · Bronze star · Bronze star · Bronze star · Bronze star |
|                                                                     |                           |                                                                     |

| Dãi băng Hoạt động Tác chiến với 1 Ngôi sao Chiến trận  | Đơn vị Tuyên dương Hải quân                                             | Đơn vị Tuyên dương Anh dũng Hải quân với 2 Ngôi sao Chiến trận      |
| Huân chương Chiến dịch Hoa Kỳ                           | Huân chương Chiến dịch Châu Á-Thái Bình Dương với 2 Ngôi sao Chiến trận | Huân chương Chiến thắng Thế Chiến II                                |
| Huân chương Phục vụ Chiếm đóng Hải quân                 | Huân chương Phục vụ Phòng vệ Quốc gia                                   | Huân chương Viễn chinh Lực lượng Vũ trang với 3 Ngôi sao Chiến trận |
| Huân chương Phục vụ Việt Nam với 13 Ngôi sao Chiến trận | Huân chương Phục vụ Nhân đạo                                            | Dãi băng Biệt phái Phục vụ Biển với 9 Ngôi sao Chiến trận           |
| Huân chương Anh Dũng Bội Tinh (Việt Nam Cộng Hòa)       | Huân chương Dân vụ Bội tinh (Việt Nam Cộng Hòa)                         | Huân chương Chiến dịch Bội tinh (Việt Nam Cộng Hòa)                 |